# Jobki
Jobki – osada w Polsce, położona w województwie wielkopolskim, w powiecie krotoszyńskim, w gminie Krotoszyn.